# ホメオパシー

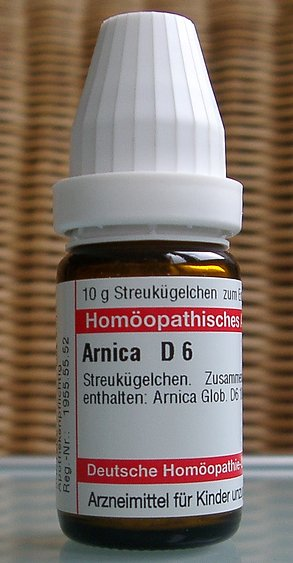
ホメオパシーで使われる成分が入っている容器。高希釈により、元の物質は含まれていない

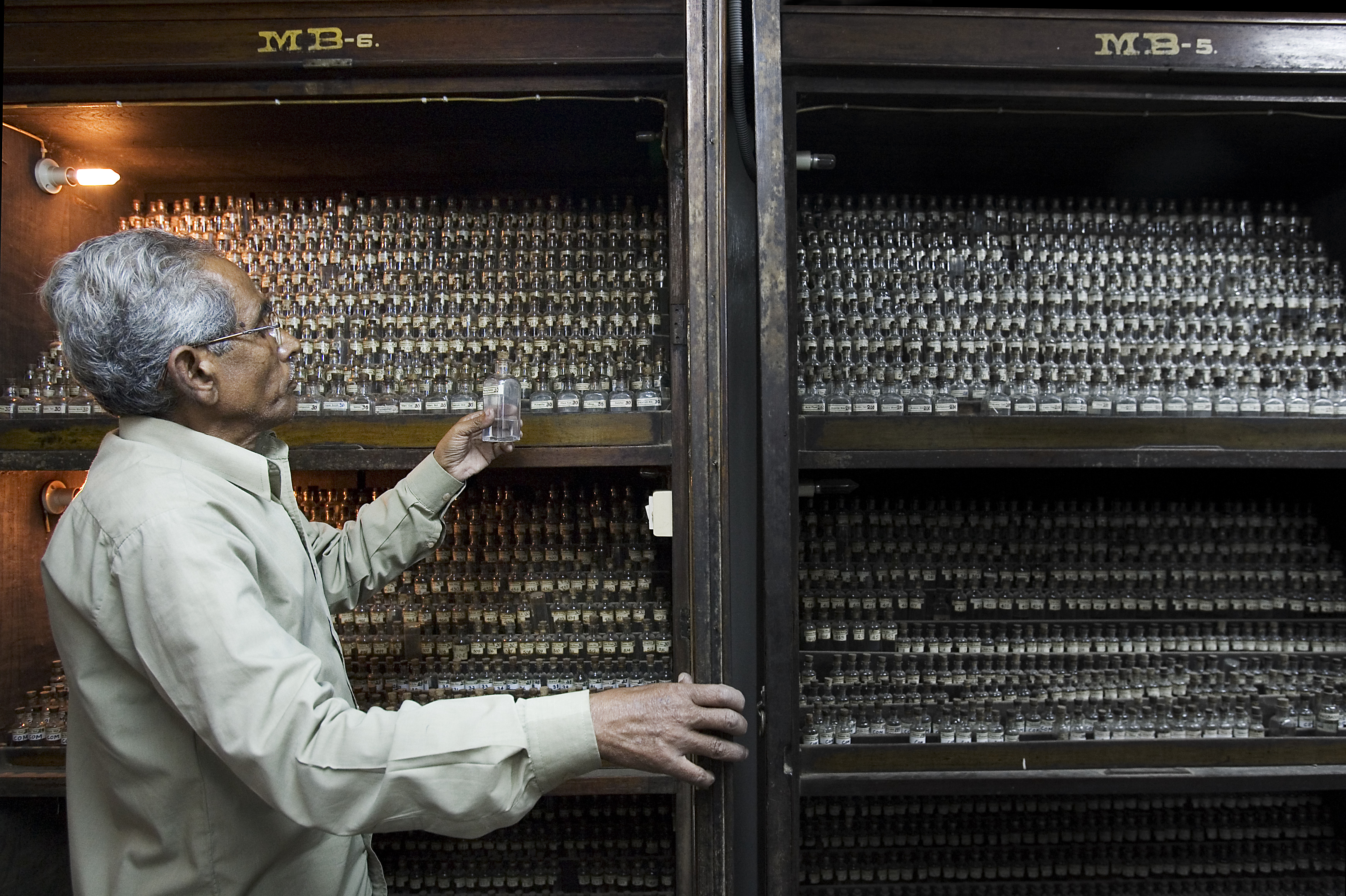
ホメオパシーの成分を扱う薬剤店（インド）

ホメオパシー（漢字表記では類似療法、同種療法、独: Homöopathie、英: homeopathy, homoeopathy、homœopathy）とは、「健康的な人にその病気や似た症状を起こしうる薬（や物）を病気の人に使うと、その病気や症状を治すことができる」「薬物の量が少なければ少ないほど効果が大きい」という1796年にザムエル・ハーネマンが提唱した代替医療。ヨーロッパ発祥の民間療法。ホメオパティとドイツ語風に呼ばれることもある。
ホメオパシーの理論・効果については、現代医学の研究結果でプラセボ（偽薬）効果以上の効果はないと指摘されている。
2つの目の主張に基づき、「ホメオパシー製品」は、ヒ素など元の物質の分子が残らないほど希釈されている。ホメオパシーを信じる者ら曰く、薬効成分が含まれていないのに「効果」を発揮するのは、ヒ素の情報が「水に記憶されている」からだとし、水の記憶は「バイタルフォース」や「波動」と主張している。「ホメオパシー製品」である「レメディ」は現代医学の見地からはただの砂糖玉にすぎず、それ自体に害は無いが効果もなく、高額で売られているニセ科学である。本来は適切医療行為(標準医療)を受けるべき人が、ホメオパシーを代わりに使う/使われることで、本来救えた栄養不足状態を解消しないことによる死亡事故などが引き起こされる事がある。日本では2009年に、ビタミンK(出血抑制効果)不足が起きやすい新生児期に与えるべきとされるビタミンKシロップを与えずに、ホメオパシーを信じる助産師が無断で「レメディ」を代わりに用いていたことで新生児が死亡した事件（山口新生児ビタミンK欠乏性出血症死亡事故）がある。
日本学術会議が2010年8月24日、ホメオパシーの効果について、科学的に全面否定し、医療従事者が用いないよう求める会長談話を発表し、日本助産師会や日本医学会などが日本学術会議へ賛同の意を表明している。
世界的に見ても効果が無いと、先進国では公的保険対象から除外されているが、インド・南米等の発展途上国では「医学」として未だに扱われている地域もある（「各国での評価」を参考）。

## 歴史

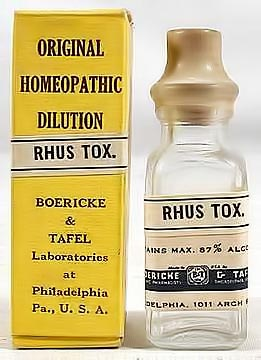
ホメオパシーで用いる成分が入っていた古い容器。:en:poison ivyが入っていたもの。

ホメオパシーという語は1796年、ドイツの医師ハーネマン（1755−1843）によって初めて用いられた。"similia similibus curantur"「同種のものが同種のものを治す」はホメオパシーの原理とされる。当時マラリアを治療するのに広く使われていたキニーネを自ら大量投与したところ、マラリアと同じような症状を引き起こしたと主張し、すべての病気は、健康な人の体にその症状に似た状態をもたらす薬によって治療することが最善であるという結論を導いた。

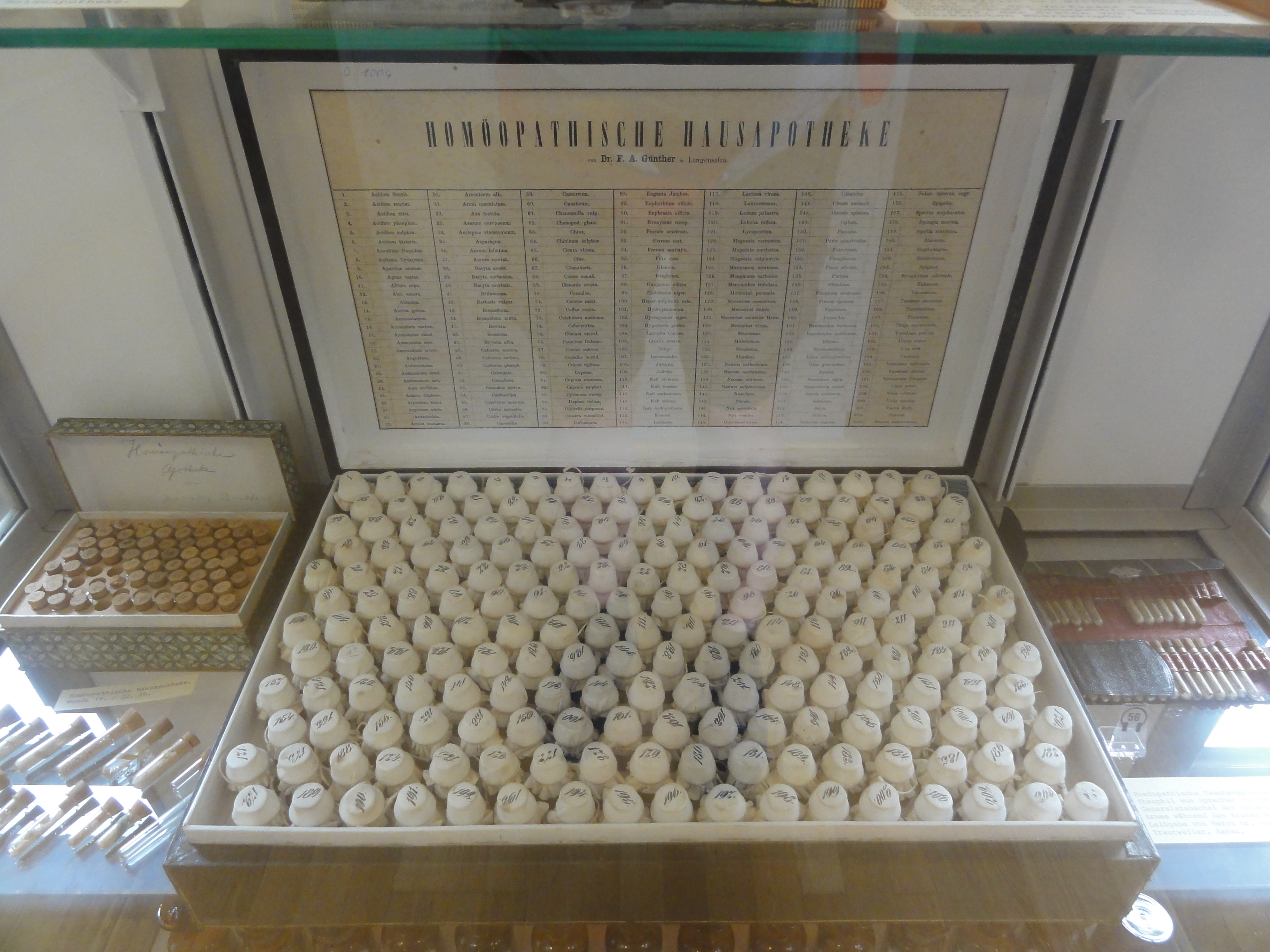
ドイツ、バーゼルにある医薬品歴史館に展示されている、ホメオパシーで使う成分が入った容器が整然と並べられた箱

ナチス・ドイツ時代には、ホメオパシーは新ドイツ医学の一角をなすものとして期待され、総統アドルフ・ヒトラーにより厚遇された。1937年には副総統ルドルフ・ヘス、親衛隊長官ハインリヒ・ヒムラーらも出席して、ベルリンで第一回国際ホメオパシー学会が開かれた。ヘスの保護のもと、ホメオパシーを行う素人医師には治療師の資格が認められた。しかし、その後の研究で、いくらデータを集めても偽薬効果としか出ず、ダッハウのユダヤ人強制収容所で行われたマラリアや敗血症の人体実験でも敗血症患者はすべて死んでしまった。このためホメオパシーへの関心は下火となった。当時のデータはドイツが敗戦したため書類庫の片隅に埋もれ、最近まで顧みられることはなかった。戦後ドイツでは、ホメオパシーの治療師は科学に敵対する「もぐり医者」として攻撃されたが、代替医療としてかなり普及し人気を博した。

## 肯定者の主張

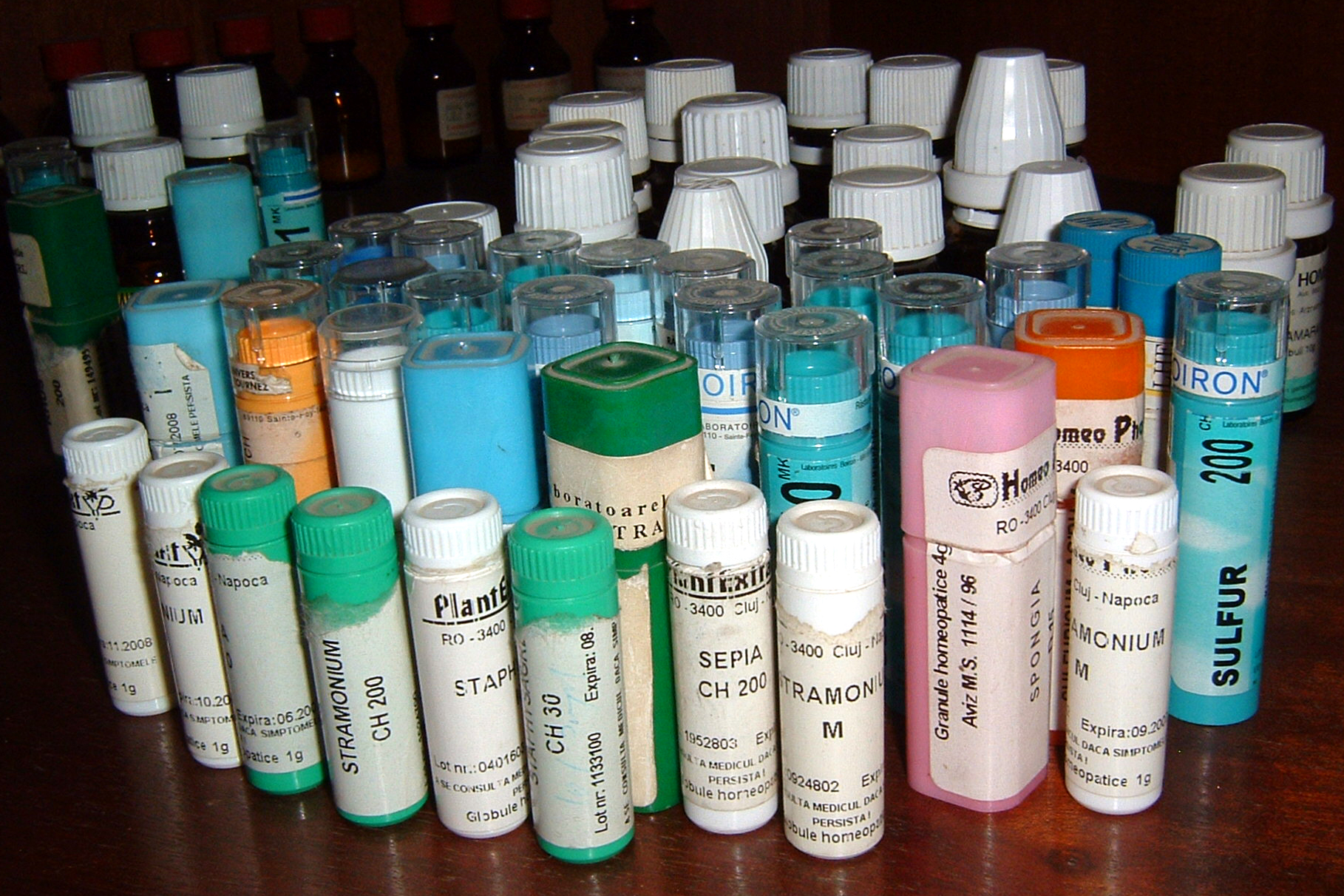
レメディーの素となる稀釈物

ホメオパシーで用いられる薬は、ハーネマン自身は"Arzneimittel"（アルツナイ Arzneiは「薬の」ミッテル mittelは「物質」という意味） と著書で呼ぶが、日本や英語圏では一般的に「レメディ」と呼ぶのが慣習となっている。レメディは様々な物質から作られる。製薬過程では希釈と振盪を繰り返す。希釈は、ホメオパシー希釈ともいい、その度合いは「ポテンシー」という単位で表される。例えば6Cというポテンシーは、1006（＝1012）分の1で、12X（ドイツでは12Dと表記する）と等しい。
ハーネマンの理論を踏襲した現代のホメオパシーは、ある病状を引き起こす成分をそのままでは有毒であるので水によって極めて高度に希釈震盪したものを砂糖に染み込ませる。希釈震盪の度合いは様々であり、10倍希釈震盪を9回繰り返したものを9X、100倍希釈震盪を200回繰り返したものを200Cなどと表現する。最もよく用いられるのは30C、すなわち10030＝1060倍に震盪しつつ薄めたものである。これがいわゆるレメディである。
希釈震盪の度合いは、通常の科学的常識に反し、繰り返して薄めたものほど効くと肯定者は主張する。あまりにも薄めてあるため、いわゆるアボガドロ数程度を基準として、原成分は1分子も残っていない可能性が高く、科学的にはそれはただの砂糖玉であり、ホメオパス達もそれを否定していない。レメディのもとになる原成分としては、各種の薬草、鉱物などが多いが、病人の臓器や体液などを成分にしたものもあり、それらをノソードという。
レメディは、すでに現れている症状の治療目的に使われることもあるが、本格的な治療に当たっては、表面に表れた症状よりも、その病気を引き起こした根本的な原因を治療しようとする。このために、レメディの服用にあたっては「ホメオパス」と呼ばれるホメオパシー治療を専門に行う者の処方による。ホメオパスになるためには数年の訓練が必要とされ、そのための専門のスクールも存在する。ただし日本のホメオパシースクールは修学期間が4年と銘打たれていても、実際には週末のみしか授業を行わない、自宅学習の日数が含まれる等実質的な授業時間が短い場合も多々ある。
このようにレメディの元となる薬効成分は多くの場合極めて高度に希釈震盪されており、元となる物質は1分子も含まれていないが、そこには元となる物質の「オーラ」や「波動」、「パターン」、あるいは「水の記憶」が染みこんでいて、1分子も含まれていない毒物（成分は1分子も含まれていないためリスクは全くない、という）の「パターン」や「波動」に対する体の抵抗力を引き出すことにより、自己治癒力などが高まるとする。
ホメオパシーのレメディが効くかどうかは波長が合うか合わないかで決まるので、本質的には必要な波の影響しか受けない。それゆえホメオパシーのレメディは必要な時にしか効かず、健康体の人にレメディを処方しても何の効果もない。ある病気の人に適切なレメディを処方した時のみに効果がある。このため副作用のない最良の療法であるとされる。ただ、希釈震盪濃度を変えずに毎日多量のレメディーを飲み続けると、危険で重大な影響が起こるとハーネマンは注意している。またレメディは同時に一種類しか使用してはいけないとハーネマンはオルガノンの273段落で主張している。
ホメオパスは人が健康なら体も健康という基本的な考えの元に働きかけ、心理的、感情的、精神的な状態に適合したレメディを処方する。このため、ホメオパスとのセッション（面会）では、十分な時間(2時間程度の事が多い)をかけ、患者の心理的、精神的な状態や、成長の過程、とくに過去の大きな問題についてのインタビューが持たれる。そうして基本的な人のタイプを見て、現在の問題を判断しレメディが処方される。

## ホメオパシーと科学
ホメオパシーの有効性を立証したと主張する論文が何度か発表されてきており、そのたびに議論になったが、いずれも対照群の設定や母集団の数、主観の入りにくい調査の実施などが不十分とされ信頼性は低い。
医学専門誌『ランセット』2005年8月号に、ホメオパシーに関する臨床検討の論文110報をメタ解析した調査が報告され、ここでもホメオパシーの効果は偽薬と同等であると結論されている。このような証明のため、一般の医学の解釈としてはホメオパシーには有効性がないと結論づけられる。（#科学界の見解）
そこでホメオパシー支持者側は、しばしばホメオパシーに偽薬効果があることを主張している。偽薬効果というものはまったくのゼロではない。
en:Philip Stevens Jr.は、ホメオパシーを含む代替療法は類感呪術と感染呪術に基づいていると指摘した。

## 日本
2001年の調査で、日本国内のホメオパシーの利用率は0.3%である。2000年代以降、タレント・著名人が自身のホメオパシーの利用に言及するケースも多く見られるようになっていた。また、ファッション誌や生活情報誌で取り上げられたり、オーガニックを売りにした専門店などで販売されてもいた。2000年代に様々な国内団体が発足をした事から利用率は増加傾向にあるとの主張もされていた。一方でホメオパシー利用とそれに伴う現代医療拒否による医療事故も頻発していた。 公的医療保険の対象外として、自由診療で希望者へ行われていたが、後述の2010年の新生児死亡事件を受けて、複数の科学・学術団体がホメオパシーの科学的根拠を完全否定する注意喚起の声明を出すに至った。
かつては助産院で使用されたケースがあった。後述のホメオパシーによる新生児死亡が起きた2010年時点の日本助産師会の調査では、1割弱の助産院がホメオパシーを導入していた。琉球大学医学部保健学科では、2004年からホメオパシーが必修科目として教えられていた。そして、後述する山口新生児ビタミンK欠乏性出血症死亡事故をきっかけに2010年以降からホメオパシーの講義が取りやめられた。
2010年に、新生児に与えるべきとされるビタミンK2シロップの代わりにホメオパシーのレメディを与えたことで起きた山口新生児ビタミンK欠乏性出血症死亡事故の事故を受け、ホメオパシーに対してさまざまな学術団体などが否定的な宣言を行っている。日本学術会議は2010年8月24日にホメオパシーに科学的根拠が無いとの声明を出し、日本助産師会でも2010年8月26日に日本学術会議の声明に全面的に同意するとして「ホメオパシーを医療に代わる方法として助産師が助産業務として使用したり、勧めたりしないこと」とする見解を出している。
ホメオパシーを取り扱う大学は過去に存在したが、廃校になっている。2016年3月まで運営されていた吉備国際大学短期大学部専攻科メディカルビューティー専攻はホメオパシーに関する科目を開講しており、死亡事故以降である2011年度でも疑似科学と指摘されているO-リングテストとホメオパシーを扱う「代替医療（オーリング・ホメオパシー）」で3単位を設定していた（同時に終末期関連として江原啓之による心霊主義講座も開講されていた）。

### ホメオパシー関連団体
由井寅子が2008年12月1日に一般財団法人日本ホメオパシー財団を設立した。由井の関連組織は、日本ホメオパシー医学協会(JPHMA)、ホメオパシー用品販売会社の株式会社ホメオパシージャパン、ホメオパシー関連書籍を扱うホメオパシー出版株式会社、ホメオパシー統合医療専門校（カレッジ・オブ・ホリスティック・ホメオパシー、CHhom)などがあり、これらの企業群は一般に「ホメオパシージャパン系」と称される。（参考：由井寅子#組織）由井寅子は、患者の心の中にある「インナーチャイルド（幼い時に愛されずに傷ついた内なる子ども）」をホメオパシーで癒すという独自の民間精神療法を提唱しており、多くの病気の原因がインナーチャイルドであるとしている。また、ホメオパシージャパン系では、ハーブ療法、ハーブチンキ（マザーチンクチャー）、ヨハン・ゴットフリート・ラーデマッハー（Johann Gottfried Rademacher, 1772-1850）の臓器療法、エドワード・バッチ（Edward Bachm, 1886-1936）が提唱した花の露を利用するバッチフラワー、塩を使うシュスラーの生命組織塩療法（Schüßler-Salze、ティッシュソルト）、近世以前のヨーロッパに見られた錬金術、人間の病気は天体の影響を受けていると考える西洋の医療占星術、東洋医学も併用されている。
2012年1月28日、J-CASTニュースが伝えた所によると、ホメオパシージャパンがクレジットカード会社のJCBに、加盟店契約を解除された。JCB側は「常識から考えて、ホメオパシーは効果がある健康食品とは思えない。むしろ消費者に心配を与える可能性を感じる。日本において社会的認知がないことが問題と感じている」とホメオパシージャパンに伝えたとされ、ホメオパシージャパン側は「これは事実を歪曲して一部マスコミが報道した誹謗・中傷情報を、調査もせずに鵜呑みにし、それを理由にしてクレジットカード決済サービスを一方的に中止したものであり、全く不当なものと考えており、断固抗議します」との声明を発表している。
日本ホメオパシー医学協会（JPHMA)は1998年4月に任意団体として設立され、日本ホメオパシー財団の財団法人設立とともに、その下部組織として編入されている。同協会認定のホメオパス教育機関がホメオパシー統合医療専門校（CHhom)である。会長の由井寅子（同協会の「認定ホメオパス」No.1）は、著書で、インフルエンザに対するそのワクチンの有効性について疑義をとなえる一方で、朝日新聞の取材に対して「ホメオパシーはガン治療にも有効である」と宣言している。
また、日野原重明・井村裕夫監修「看護のための最新医学講座」33巻では由井寅子がホメオパシーの項目を執筆している。2010年のハイチ地震に際し、日本ホメオパシー医学協会が支援する団体が現地入りし、2000人を超える人数をホメオパシーにより「治療」したと広報された。
日本ホメオパシー振興会は2002年に任意団体として設立された。同会認定のホメオパス教育機関がハーネマンアカデミーオブホメオパシーである。会長の永松昌泰は由井寅子の元共同経営者であり、この両人はしばしばホメオパシー講座でもカルマ論に言及している。
日本ホメオパシー医学会は2004年に任意団体として設立された。上記2団体と異なり医師のための団体で、ホメオパスの教育機関を持たないが、その代わりに医師向けに研修と認定医試験を行っている。理事長の帯津良一は代替療法の研究者で、1990年ごろからホメオパシーを始めている。
日本ホメオパシー医学協会（法人格のない任意団体）は、レメディーは医薬品ではなく食品であると主張しており、レメディーが効能・効果をもつ医薬品であるとうたわれた場合や、あたかも医薬品であり効能・効果があるという誤認を招く表現とともに販売された場合は、それぞれ医薬品医療機器等法に抵触する可能性が高い。
2010年8月東京都は、株式会社ホメオパシージャパンが特定の病気に効果がある、などと誤解を与える表記について、薬事法（現・医薬品医療機器等法）違反の疑いがあるとして立入検査を行い、同社に対し触法行為を行わない様改善命令を出した。

### 反医療・反ワクチン
予防接種の否定は神秘思想家ルドルフ・シュタイナーの人智医学にも見られ、シュタイナーはホメオパシーの影響を受けていた。
あかつき診療所のホメオパスは「ホメオパシー治療をしている人が病院に行くとショック死することがある」と教えていたと指摘されている。ホメオパシージャパン系は、現代医学の精神科医療を否定する宗教団体サイエントロジーが設立した市民の人権擁護の会の関係者にたびたび講演を依頼している
神戸大学大学院教授の岩田健太郎は、エドワード・ジェンナー（1749-1823）が天然痘ワクチン（牛痘）という医学史上に残る業績を挙げた際、使用された初期に「接種すると牛になる」などデマが流れたが、由井寅子の『それでもあなたは新型インフルエンザワクチンを打ちますか？』（2009年）に見られるような言説に当時のデマが残っていると述べている。

### 科学界の見解
日本学術会議、日本医師会、日本薬剤師会、日本歯科医師会などが2010年にホメオパシーの有効性を否定する声明を出している。また2010年時点で1割弱の助産師がホメオパシーを使っていたとされる日本助産師会も、日本学術会議の声明に全面的に同意し、以降はホメオパシーを助産業務として使わないように指導している。
2010年8月24日、日本学術会議はホメオパシーに関する会長談話を発表した。声明で会長の金澤一郎（当時）は、
- 「科学的な医療改革・医学教育からのホメオパシーの排除により、質の高い現代医療が実現した」
- 「効果があるとする過去の論文は全て誤り」
- 「治療としての有効性がないことは科学的に証明されている」
- 「水の記憶などとは荒唐無稽」
- 「欧米では、非科学的であることを知りつつ信じる人が多いために排除することが困難な状況」
- 「現段階でホメオパシーを信じる人は（日本国内では）それほど多くないが、医療現場から排除されないと『自然に近い安全で有効な治療という誤解』が広がり、欧米と同様の深刻な事態に陥ることが懸念される」

と指摘。「科学的根拠は明確に否定されており、医療関係者が治療に用いることは厳に慎むべき行為であり、多くの方に是非御理解頂きたい。」とした。また副会長唐木英明(当時)も「（非科学性や無効果である点を）十分理解した上で個人的に使うことは自由だが、科学的に全否定されているものを医療従事者が使うことは、通常医療を遠ざけることにつながり危険。日本学術会議として、『ホメオパシーは効かない』というメッセージを伝えることが重要と考えた」と説明した。
この学術会議会長談話を請け、翌8月25日、日本医師会会長の原中勝征（当時）と日本医学会会長の髙久史麿（当時）が連署のうえ会見を行ない、ホメオパシーへの対応について「日本学術会議の声明を支持し、全面賛同する」旨の見解を示し、ホメオパシーに対して国民への注意喚起を行った。この会見の中で原中は、「ホメオパシーについては，最近いろいろな問題が起きており、新興宗教のように広がりを見せた場合、大きな問題になることへの危機感があった。国民への注意喚起の意味もあり、本日は会見を行うこととした」と発言した。
同じく日本学術会議会長談話をうけ、8月26日日本薬剤師会会長児玉孝（当時）が、日本学術会議会長談話に全面的に賛同する旨の記者会見を行なった。
この中で児玉は、「科学的にエビデンスが証明されていない医療類似行為を医療従事者が行うことは、患者の適切な医療を受ける機会を損ない、病状の悪化を招来し、時として死に至らしめる可能性も否定できない」、「医療に携わる者として、安易にこうした行為を行うことは厳に慎むべきである」、「薬剤師の立場から、効能・効果が科学的に確認されていない『医薬品類似物』が医療現場で使用されることは、入手手段の如何にかかわらず極めて重大な問題である」と、医療専門職の薬剤師として医療現場にホメオパシーが入り込むことが危険であると表明した。
日本歯科医師会も日本歯科医学会と共同で8月26日に日本学術会議会長談話に全面的に賛同する旨の声明を出しており、三師会すべて日本学術会議会長談話に全面的支持を表明した事となった。
2014年3月には日本医師会の国民生活安全対策委員会が「医療ネグレクトを生じさせ、適切な受療機会を奪う問題がある」とホメオパシーなどについて注意を促す、2年間にわたり議論した結果をまとめた報告書発表した。
各ホメオパシー団体は一様に反発の態度を示しており、信奉者の中でも光嶋崇などが反発の意思を公言している。ただし、日本ホメオパシー医学会のみは「ホメオパシーの施術者はあくまで医師が行うべき」との立場であるため学術会議の声明を「誤解」としつつも助産師による施術には厳しい批判も行っている。

### ホメオパシーに関する事件・事故

#### あかつき療術所における死亡事故
2010年、国立市在住の43歳女性が、通っていたホメオパシー療術所「あかつき療術所」所属のホメオパスの助言により体調の悪化にもかかわらず病院へ行かなかったため手遅れの悪性リンパ腫で死亡する事件が発生している。この件は刑事事件としては立件されなかったものの、死亡した女性と親交のあった東大和市カンバーランド長老キリスト教会めぐみ教会荒瀬牧彦牧師が先頭に立ち「あかつき」問題を憂慮する会」を結成した。

#### 沖縄名護市における養護教諭によるレメディ投与
また2006年から2010年にかけて、沖縄県名護市の公立中学校の養護教諭（ホメオパシージャパン系列の認定ホメオパス）が保護者や校長、校医の了解を得ずにレメディを保健室で作成し、頭痛等を訴えて保健室に来た生徒に「普通の薬はいけない」と言いながら渡していたことも発覚した。

### 有名人の利用・言及
一部のタレントや著名人が自身のブログや女性向けの雑誌記事、女性向けポータルサイトなどで、ホメオパシーを肯定的に紹介していた。
- 作家の吉本ばななはホメオパシーの愛好者で、ブログでも触れており[65]、2011年の対談本『Q健康って?』でホメオパスの勢籏孝代と対談している。
- サンプラザ中野くんは自らホメオパスであることを公言し、「サンプラザ・ホメオパス・中野」の別名でもテレビ番組に出演する一方、ホメオパシーに関する著書『平和なカラダ』（ISBN 978-4877585112）を執筆した。
- 他に UA[66]、桜沢エリカ[67][68]、ともさかりえ[69][70]などがホメオパシーの使用を公言している。

### 否定的な見解・言及
医学会などの公的な見解以外を挙げる。
- 朝日新聞は山口新生児ビタミンK欠乏性出血症死亡事故以降、ホメオパシーに疑問を呈する報道を続け、由井寅子のホメオパシージャパン系の団体はそれに強く反発している[71][72][73]。
- 「週刊新潮」（2010年8月26日号）では、「死亡事故複数という奇妙な『ホメオパシー』にハマっている有名人」という記事で、上記のようなホメオパシーを利用し肯定する有名人たちを否定的に取り上げている。
- やや日刊カルト新聞の藤倉善郎は、上記の「週刊新潮」の記事にホメオパシーとそれにハマる人々を疑問視するコメントを寄せている[74]。また、朝日新聞のホメオパシー批判報道について、朝日新聞は系列の朝日カルチャーセンターでホメオパシー講座を行い「ファッショナブルな自然志向」の装いで宣伝に協力してきたため、報道自体は有意義でまっとうな内容だが、「マッチポンプジャーナリズム」であると評している[75]。
- あかつき療術所における死亡事故の被害女性の友人だったカンバーランド長老・ めぐみ教会牧師の荒瀬牧彦は、ホメオパシーが主張する「好転反応」という概念を完全に否定するわけではないが、濫用すると思考停止を招くと指摘している[76][77]。また、「なんでもなおせる」というホメオパスの一部には万能意識が見られ[77]、精神的な問題をホメオパシーで治そうとすることにも不安を感じると述べている[78]。
- 作家・民俗学者の畑中章宏は、ホメオパシーを「迷信や擬似医療」と評し、昔の山伏の治療などの民間療法などと並べて論じている[79]。

## 各国での評価
先進国ではその科学的根拠の無さが指摘されて医療・科学の現場からは排除されているが、インドや南米の貧困国など、一部で医学として認知されている地域も存在する。
イギリスでは代替医療として公的保険の対象となった時期もあり、日本のホメオパシー団体は「イギリスではホメオパシーが保険適用されている」という言い分を用いていた。しかし、議会がホメオパシーを「プラセボ以上の効果はなく公的保険の対象とするべきではない」と結論付け、2017年に公的な保障は打ち切られた。
米メリーランド大学教授のロバート・L・パーク等、その有効性について真っ向から反論するものも科学界には少なくない。
ホメオパシー理論と思われる「水の記憶」の研究発表をした化学者のジャック・ベンベニストには「人々を笑わせ、そして考えさせてくれる研究」に与えられるノーベル賞のパロディであるイグノーベル賞が2度贈られている（1991年化学賞と1998年化学賞）。そのどちらの研究も反証実験が行われており、結果は否定されている。
病気の予防効果がないにもかかわらず予防薬として用いることが問題となっており、実際にマラリアに罹患するなどの被害が出ている。この件では、王立ロンドンホメオパシー病院理事で、エリザベス2世女王の主治医であるペーター・フィッシャー（Peter Fisher, クラシカルホメオパス）ですらも、マラリア予防にホメオパシーを用いることを非難している。
欧州科学アカデミー諮問委員会(EASAC)は、2017年9月20日、ホメオパシーを否定する声明を発表した。

### イギリス
NHSはプラセボ以上の効果が無いとして資金提供を中止しているが、代替医療としての人気は高い。
2007年の市場規模は推定で3800万ポンドだった。2000年頃より英国内6つの大学で理学士 (BSc) の学位を提供し始めているものの、いくつかの大学では教材の開示を拒否しており、Central Lancashire大学とSalford大学ではホメオパシーの授業内容を公開することを拒否している。これらの大学は主に職業訓練を行ってきた学校が、政府の機会均等方針によって大学の資格を与えられた教育機関が多い。これはホメオパシーに不当な科学的信用性を与えるとして、懸念する科学者もいる。英国でこれほど隆盛している要因として、2006年に導入された法改正が指摘される。同規制で、ホメオパシー（ホメオパシーレメディ）に対する科学的義務（臨床試験データによる治療効果の証明）がなくなったため、科学的根拠のないホメオパシーレメディに対する規制を行うことができなくなっている。
ロンドン大学 ユニバーシティー・カレッジの薬理学者David Colquhounは、大学がホメオパシーについて科学の学位を授けることは、科学ではなくて反科学（アンチサイエンス）であると批判している。英国王室内でもホメオパシーは古くから利用されており、チャールズ皇太子は熱心なホメオパシー利用者である。しかし彼の主張は、東洋医学、薬草医療、マッサージ、芸術など様々な代替医療を国民医療サービス (NHS) に組み込む事で、ホメオパシーのみを意図したものではない。一方で、彼の言動は非科学的であるという批判もある。また、マラリア予防、HIV治療などをホメオパシーに頼ることで生命の危険に晒される人が現れるなど社会問題化している。このような流れの中で、一部病院運営団体はホメオパシー治療の保険適用を拒否するなど、国民保健サービス基金の保険適用でのホメオパシー治療は保障されなくなりつつある。
2010年2月22日イギリスの庶民院科学技術委員会（House of Commons Science and Technology Committee）が「プラセボと同程度の価値しかなく国家がNHS（公的保険として支援）とするに値しない」と結論づけ、保険適用は国ではなく地元のNHSと医師の判断に委ねられた。
2017年にNHSは、プラセボ以上の効果が無いホメオパシーにNHSの貴重な資金を使うことは無駄であると判断し、イギリスにおいて公的保険サービスがホメオパシーを扱うことを禁止した。
同科学技術委員会ではまた、ホメオパシーレメディを販売する英国大手薬局チェーン店「Boots」のコンプライアンス責任者が「効くと信じている（believe）消費者からの需要があるから売っているだけで、効能に対する科学的証拠は持っていない。」と証言した。

### オーストラリア
オーストラリアの国立健康医学研究審議会 (National Health and Medical Research Council - NHMRC)は2014年の4月に「ホメオパティには病気を治療するのに効果があるとする信頼すべき証拠はなかった」とする答申を出した。
NHMRC DRAFT INFORMATION PAPER: EVIDENCE ON THE EFFECTIVENESS OF HOMEOPATHY FOR TREATING HEALTH CONDITIONS [APRIL 2014]
 Overall finding:"NHMRC concludes that the assessment of the evidence from research in humans does not show that homeopathy is effective for treating the range of health conditions considered."
NHMRCは、過去に世界中で公開されたホメオパシーに関する論文のべ1,800を調査し、うち科学的かつ学術的な体裁を保っている225について精査した。その結果、レメディの摂取によって治癒効果が見られたとされる報告は、砂糖のみを用いた場合と比較して差異がなかったとして、NHMRCの委員長を務めるシドニー大学のWarwick Anderso教授は、「ホメオパシー療法を選択している人々は、科学・医学的治療を拒否もしくは遅延させることで、自身の健康を危険に晒している。慢性的、もしくは深刻な病状の場合、ホメオパシーを用いるべきではない」と結論付けた。

### ドイツ
ドイツでは過去に「特殊な治療の形態」として認識された時期もあったが、2004年よりホメオパシー治療はいくつかの例外を除き公的な健康保険では保障されなくなった。またホメオパシーは大学教育で、医学のトピックの一部としてドイツ民間療法のフィトセラピー、人智学医学などと並んで取り扱われるだけで科学の一科目にはなっていない。
ホメオパシーのレメディーは医薬品とみなされている。薬局以外での販売は禁止されている。2008年までは公的健康保険でも「医学カウンセリング」として、ホメオパシー受診時の長時間のカウンセリングに対して心理療法並みの保険点数が支払われたため旨味があったが、2008年春以降は一部をのぞき時間数はカウントされなくなった。薬剤については統合医療の枠内でも12歳以上の患者は自腹で支払わなくてはならない。私的健康保険では相変わらず保険対象としているところも多い。

### スイス
スイスでは過去、医者に処方された場合に限りホメオパシー治療は公的な健康保険システムで保障されていた。しかし、ベルン大学のグループにより、医学専門誌ランセットの2005年8月号に、ホメオパシーに関する臨床検討の論文110報をメタ解析した調査が報告され、ホメオパシーの効果は「プラセボ」と同等であると結論付けられた。および、5年間の試験期間を経てもホメオパシー治療の効果が認められないとして、ホメオパシーの効果は否定され、2005年より公的な健康保険システムの保障外となった。ただし、民間の一部の健康保険では未だホメオパシー治療を保障するものも存在している。2009年の国民投票で補完代替医療の保険適用案が支持されたのを受け、2016年3月にホメオパシーや伝統中国医学など一部の補完代替医療に対して、健康保険の分野で従来医療と同等の扱いを認めることが決定された。

### アメリカ合衆国
国立衛生研究所 (NIH) の一部門である国立補完代替医療センター (NCCAM) においては、ホメオパシーの有効性については疑問視されており、健康食品と同等の扱いとなっている。
連邦取引委員会は2016年11月15日に、”Over-the-Counter (OTC) Homeopathic Drugs”に対し、他の一般用医薬品（OTC)と同じ基準を適用するとする新規制を発表した。その為、医学的に有効性を証明できない場合には、科学的根拠がない、現代医学の専門家に認められていない1700年代のホメオパシー理論に基づく製品である等の記載が必要になる。また、法律上、希釈濃度が規制されていないために、有効成分が高濃度で存在することによる健康被害が時々見られる。

### インド
インドでは、十分な医療を受けることが出来ない貧困層も多いため、今も活発な伝統医学であるアーユルヴェーダの長い伝統が残り、イギリス等から持ち込まれたホメオパシーが医療の一部と認識されている。また、ホメオパシーの導入が進んだ国と考えられており、現代医学と同様に国家資格で治療している。アーユルヴェーダが病気治療よりも健康維持、健康増進を主な働きかけとするように、ホメオパシーもまた同様の目的で利用する人が多い。2007年時点で、およそ1億人が医療としてホメオパシーのみに頼っている。しかし、その一方では、ニューデリーの全インド医科学研究所の国立薬物監視センターが行った、120種の民間薬についての調査報告（2000年）によると、アーユルヴェーダ製品25種、ホメオパシー製品5種、その他の製品16種から副腎皮質ホルモンが検出されたこともある。HIVに対する奇跡のホメオパシー治療薬の代金にするため、自分のトラクターを15万ルピーで売ったが、結局何の効果もなく、病状が悪化した男性の例なども報告されている。

### 中南米
インドと同様に十分な医療を受けることが出来ない貧困層が多いため、またホメオパシーが優れた医療であるという認識をもっている者も多いため、貧困層などを中心に広く行われている。

### アフリカ諸国
上記イギリスや日本の諸団体、およびそれら諸団体から支援を受ける団体が活動し、アフリカ諸国に患者の多い後天性免疫不全症候群(AIDS)や熱帯性の伝染病に対し、ホメオパシーで治り、化学療法やワクチン等は効果がなくむしろ有害、などという宣伝活動を行っている。

### ロシア
以前からホメオパシーの流行が問題となっており、2017年2月8日にロシア科学アカデミー付属反疑似科学委員会は、ホメオパシー治療にいかなる科学的根拠もなく、無効であるとの覚書を出した。

## 日本におけるホメオパシー関連団体
- 日本ホメオパシー医学会[106]
- 日本統合医療学会[107]
- 日本ホメオパシー振興会[108]
- 日本ホメオパシー医学協会[109]